# Laestrygones otagoensis
Laestrygones otagoensis là một loài nhện trong họ Toxopidae.
Loài này thuộc chi Laestrygones. Laestrygones otagoensis được miêu tả năm 1970 bởi Raymond Robert Forster.